# Bloaschütz
Bloaschütz (hornolužickosrbsky  Błohašecy) je místní část velkého okresního města Budyšín v Horní Lužici v německé spolkové zemi Sasko. Nachází se v zemském okrese Budyšín a má 105 obyvatel.

## Geografie
Bloaschütz leží západně od centra města Budyšín. Nejvyšším bodem vsi je Hussitenberg (243 m). Okolí zástavby je převážně zemědělsky využívané. Severní hranici katastrálního území tvoří spolková dálnice A4.

## Historie
První písemná zmínka pochází z roku 1296, kdy je v listině kláštera Marienstern uváděn jistý Heinemannus de Bloschwicz. Jako místní část obce Bolbritz se stalo Bloaschütz roku 1969 součástí nově vytvořené obce Salzenforst-Bolbritz. Od roku 1994 byla vesnice součástí Kleinwelky a od roku 1999 je místní částí města Budyšín.

## Obyvatelstvo
Vesnice náleží k lužickosrbské oblasti osídlení.